# Hermann Glettler
Mons. Hermann Glettler (* 8. ledna 1965, Übelbach) je rakouský římskokatolický duchovní a biskup innsbrucký.

## Život
Narodil se 8. ledna 1965 v Übelbachu.
Nastoupil do nižšího semináře ve Štýrském Hradci a pokračoval do vyššího semináře. Studoval teologii na Univerzitě Štýrský Hradec, kde získal magisterský titul z teologie a také historie. Roku 1987 vstoupil do Komunity Emmanuel. Kněžské svěcení přijal 23. června 1991 a byl inkardinován do diecéze Graz-Seckau.
Po vysvěcení byl kaplanem a kurátem pro pastorační péči o mládež. Roku 1999 byl jmenován farářem ve farnosti St. Andrä und Karlau ve Štýrském Hradci. Od roku 2015 působil jako biskupským vikář pro charitu a evangelizaci.
Dne 27. září 2017 jej papež František jmenoval biskupem innsbruckým. Biskupské svěcení přijal 2. prosince z rukou arcibiskupa Franze Lacknera a spolusvětiteli byli biskup Manfred Scheuer a biskup Wilhelm Krautwaschl.